# Danielle Kettlewell
Danielle Merlyn Kettlewell (* 17. November 1992 in Vancouver, British Columbia) ist eine ehemalige australische Synchronschwimmerin, die an den Olympischen Sommerspielen 2016 in Rio de Janeiro teilnahm.

## Karriere

### Olympische Spiele
Bei den Olympischen Sommerspielen 2016 in Rio de Janeiro gehörte Danielle Kettlewell zum australischen Aufgebot im Mannschaftswettkampf. Zusammen mit ihren Mannschaftskameradinnen Bianca Hammett, Nikita Pablo, Emily Rogers, Cristina Sheehan, Rose Stackpole, Amie Thompson, Deborah Tsai und Hannah Cross absolvierte sie den olympischen Wettkampf am 18. und 19. August 2016 im Parque Aquático Maria Lenk und belegte den 8. Platz von acht teilnehmenden Mannschaften mit einer Gesamtwertung von 149,500 Punkten.